# Bloodywood
Bloodywood es una banda india de nu metal formada en el Nueva Delhi, India en 2016. Comenzaron como una banda de parodia que subía versiones de canciones pop a YouTube y luego escribía su propia música. Se convirtieron en el primer grupo de metal de la India en aparecer en Billboard.

## Historia
Antes de formar la banda, Karan Katiyar subía regularmente versiones de metal paródico de canciones populares de Bollywood a YouTube, pero tuvo problemas para encontrar un vocalista adecuado. En un concierto local, Katiyar conoció a Jayant Bhadula, que trabajaba como representante de talentos en una empresa de entretenimiento, y quedó impresionado por su rango vocal y versatilidad.
En 2016, Katiyar dejó su trabajo como abogado corporativo y, junto con Bhadula, formó una banda de dos integrantes con la intención de "destruir las canciones pop".
En 2017, Bloodywood volvió a grabar la canción "Heavy" de Linkin Park en el estilo nu metal temprano de Linkin Park, lo que llamó la atención de muchos sitios web de música como Loudwire y Metal Hammer, el último de los cuales declaró que era "como debería haber sonado Heavy de Linkin Park". La banda hizo más versiones en 2017 y lanzó el álbum recopilatorio de versiones Anti-Pop Vol. 1 en su página de Bandcamp. A esto le siguió una versión metal de la popular canción Bhangra/Indi-pop "Tunak Tunak Tun" de Daler Mehndi, con la voz invitada de Bonde do Metaleiro.
En 2018, Bloodywood lanzó "Ari Ari", una versión de la canción de Bhangra "Ari Ari" del dúo Bombay Rockers, que a su vez era una versión de la canción folclórica india "Baari Barsi". La canción contó con la participación del rapero Raoul Kerr, a quien Katiyar había invitado a participar después de trabajar en un video con la letra para él. La exposición inicial de la canción fue proporcionada por la actriz de Bollywood Ileana D'Cruz, quien compartió el video de "Ari Ari" en sus redes sociales. La recepción positiva de los fanáticos animó a la banda a escribir material original y a inspirarse más en la música folclórica india.
En julio de ese mismo año, Bloodywood se asoció con el sitio de asesoramiento en línea HopeTherapy y lanzó la canción "Jee Veerey", dedicada a combatir la depresión y las enfermedades mentales. El 15 de enero de 2019, la banda lanzó "Endurant", una canción que trata el tema del bullying.
El 21 de abril de 2019, se anunció que Bloodywood actuaría en el Wacken Open Air. Dos días después, la banda lanzó la canción "Machi Bhasad (Expect a Riot)", inicialmente pensada para el próximo juego de Ubisoft Beyond Good and Evil 2, además de anunciar que Kerr se convertirá en miembro permanente de la banda y que Bloodywood se embarcará en su gira "Raj Against the Machine Tour".
En 2021, Bloodywood fue nombrada una de las "12 nuevas bandas de metal a tener en cuenta en 2022" por la revista de música heavy metal y rock Metal Hammer. También fueron nominados al título de Banda Revelación Asiática en los premios Global Metal Apocalypse de 2021, quedando en segundo lugar.
El primer álbum de estudio de Bloodywood se titula Rakshak y se lanzó el 18 de febrero de 2022. En cuanto a las letras, aborda temas sociales y políticos, como la quinta canción, "Dana-Dan", que habla de la violación y la agresión sexual.
El 18 de octubre de 2024, se anunció que la banda había firmado con Fearless Records. A esto le siguió el lanzamiento del nuevo sencillo "Nu Delhi" y la confirmación de una gira por el Reino Unido y Europa en 2025. El 6 de diciembre, Bloodywood lanzó el sencillo "Bekhauf", en el que participa la banda de metal japonesa Babymetal.

## Miembros
Miembros actuales
- Karan Katiyar – guitarras, flauta, producción, composición (2016–actualidad)
- Jayant Bhadula – voz, death growl (2016–actualidad)
- Raoul Kerr – voz de rap (2019–actualidad; músico de sesión 2018–2019)

## Discografía
Álbumes de estudio
- Anti-Pop Vol. 1 (2017)
- Rakshak (2022)
- Nu Delhi (2025)

Sencillos
- "Angry Santa" (2017)
- "Friday The 13th" (2017)
- "Punjabi Metal" (2017)
- "Tunak Tunak Metal" (con Bonde do Metaleiro) (2018)
- "Rang De Basanti" (2018)
- "Ari Ari" (2018)
- "Jee Veerey" (2018)
- "Endurant" (2019)
- "Machi Bhasad" (2019)
- "Yaad" (2020)
- "Great Is Born Raw" (con Snake Charmer) (2021)
- "Gaddaar" (2021)
- "Aaj" (2022)
- "Dana-Dan" (2022)
- "Nu Delhi" (2024)
- "Bekhauf" (con Babymetal) (2024)
- "Tadka" (2025)